# Rockville Centre
Rockville Centre è una località (village) degli Stati Uniti d'America, nella Contea di Nassau, nello Stato di New York. Fa parte dell'area metropolitana di New York e appartiene amministrativamente al comune di Hempstead.
Si estende su una superficie di 8,7 km² e nel 2000 contava 24 568 abitanti (2 894,4 per km²).